# Parafia św. Jakuba Apostoła w Krzepicach
Parafia Świętego Jakuba Apostoła – rzymskokatolicka parafia znajdująca się w Krzepicach. Należy do dekanatu Krzepice archidiecezji częstochowskiej.

## Historia
Parafia została utworzona w 1357 r. Należy do grona prastarych parafii Polski, swymi korzeniami sięga w okres średniowiecza – czasy panowania ostatniego z Piastów, króla Kazimierza Wielkiego. On to wybudował zamek, nadał Krzepicom prawa miejskie oraz ufundował w XIVw. gotycki kościół farny. Z początku przynależna terytorialnie do diecezji krakowskiej, parafia została przyłączona do diecezji gnieźnieńskiej, za sprawą arcybiskupa Jarosława z Bogorii i Skotnik. Sytuacja zmieniła się dopiero 30 czerwca 1818, kiedy Krzepice włączono do diecezji włocławskiej, a następnie – 28 października 1925 r. – do diecezji Częstochowskiej. W roku 1466 starosta krzepicki Jan Hińcza za zgodą Króla Kazimierza Jagiellończyka i arcybiskupa gnieźnieńskiego Jana Gruszczyńskiego, wyraził zgodę na utworzenie w Krzepicach klasztoru kanoników regularnych laterańskich św. Augustyna, czyniąc z parafii kościół zakonny aż do 1810 roku, czyli do kasaty wspomnianego zakonu. Kanonicy oprócz odprawiania nabożeństw wyznaczonych przez fundatorów, prowadzili szkołę parafialną, szpital oraz skryptorium. Obecna plebania niegdyś funkcjonowała jako budynek klasztorny. W XVII wieku klasztor rozbudowano. W 1656 roku, w trakcie słynnego „Potopu”, klasztor oraz kościół zostały obrabowane i spalone przez Szwedów. Planowano nawet rozbiórkę zrujnowanej, pozostałej części budynku klasztornego, czego nie uczyniono. Zaadaptowano go natomiast dzisiejszą plebanię, w której zachowały się pierwotne elementy architektoniczne w postaci pięknych sklepień krzyżowych i rozkładu pomieszczeń na parterze. Obecnie parafia stanowi schronienie dla pielgrzymów zmierzających do Częstochowy, miejsce regionalnego kultu oraz monument historii Polski.

## Liczebność i obszar parafii
Parafię zamieszkuje 5300 wiernych

### Przedszkola i szkoły
- Przedszkole Samorządowe Nr 1, Krzepice
- Przedszkole Samorządowe Nr 2, Krzepice
- Oddział Przedszkolny, Dankowice
- Szkoła Podstawowa Nr 1, Krzepice
- Szkoła Podstawowa Nr 2, Krzepice-Kuźniczka
- Szkoła Podstawowa, Dankowice
- Szkoła Podstawowa, Zwierzyniec
- Zespół Szkół, Krzepice
- Liceum Ogólnokształcące, Krzepice

### Kaplice
- Szpital Rejonowy im. Dr Anki, Krzepice[3]

## Proboszczowie od 1925
- ks. Zygmunt Zawadzki (1925-1944)
- ks. Klemens Gawlikowski (1944-1956)
- ks. Adam Skrzypiec (1956-1966)
- ks. Edward Stasiewicz (1966-1989)
- ks. Marian Gąsiorowski (1989-2007)
- ks. Szymon Szymocha (2007- 2016)
- ks. Sławomir Masłowski (2016-2023)[4][3]